# Geoffrey Bawa
Pour les articles homonymes, voir Bawa.
Geoffrey Bawa (23 juillet 1919 - 27 mai 2003) est l'architecte le plus célèbre de Sri Lanka et l'un des architectes asiatiques les plus influents de sa génération. Il est le représentant principal de ce que l'on appelle aujourd'hui le modernisme tropical. 

## Biographie

### Jeunesse
Geoffrey Bawa est né le 23 juillet 1919 dans ce qui est alors la colonie britannique de Ceylan. Son père, Benjamin William Bawa (1865-1923) est un avocat, solliciteur général par intérim de Ceylan et secrétaire privé du gouverneur de Ceylan. Il épouse en 1908 Bertha Marion Campbell Schrader (1876-1946), une Burgher aux origines allemande, écossaise et singhalaise. Benjamin William Bawa est le fils aîné d'Ahamadu Bawa, un proctor (fondé de pouvoir) maure de l'ancien port arabe de Beruwala. Parti à Londres en 1863 afin de terminer ses études de droit, il y épouse Georgina Matilda Ablett, une Anglaise d'origine huguenote.
Son père décède lorsqu'il n'a que quatre ans et il est élevé par sa mère et ses deux vieilles tantes. Geoffrey Bawa a un frère aîné, Bevis Bawa (en) (1909-1992) qui deviendra un célèbre architecte paysagiste. 

### Études
À 18 ans, Geoffrey Bawa part étudier l'anglais à l'université de Cambridge. Puis, de 1943 à 1944, il poursuit des études de droit à Londres. De retour à Ceylan en 1946, il travaille brièvement dans un cabinet d'avocats de Colombo, mais après la mort de sa mère, il abandonne la profession juridique et part pour un périple de deux ans qui le conduit en Extrême-Orient, aux États-Unis et finalement en Italie, où il envisage un moment de s'installer.
En 1948, alors que Ceylan obtient son indépendance (et deviendra Sri Lanka en 1972), Bawa revient dans son pays et acquiert une plantation d'hévéas à l'abandon située sur un promontoire qui s'avance dans le lac Dedduwa, un bras mort de la rivière Bentota. Il souhaite transformer ce lieu, dénommé Lunuganga, en une évocation tropicale d'un jardin à l'italienne,.
Bawa se rend compte rapidement que ses ambitions sont contrariées par son manque de connaissances techniques. En 1951, il commence alors à travailler comme apprenti architecte auprès d'Herbert Henry Reid, le seul associé survivant du cabinet Edwards, Reid et Begg, fondé à Colombo en 1923. Après la mort de Reid en 1952, Bawa s'inscrit à l'Architectural Association de Londres. Il termine sa formation en 1957, à l'âge de 38 ans.

### Carrière d'architecte
De retour à Colombo, Bawa reprend ce qui reste du cabinet de Reid et, dans sa quête d'une nouvelle architecture srilankaise, il s'associe avec un artiste, Laki Senanayake, une styliste, Barbara Sansoni, et une créatrice de batiks, Ena de Silva.
En 1959, Ulrik Plesner rejoint le groupe. Ce jeune architecte danois est arrivé à Sri Lanka sur invitation de Minnette de Silva, la première architecte asiatique à être élue membre du Royal Institute of British Architects. De leur bureau de Kandy, de Silva et Plesner travaillent à la construction de maisons mais leur collaboration ne dure que six mois. Riche de cette expérience, il intègre le cabinet de Bawa, apportant avec lui sa compréhension du design scandinave et son gout des détails, ainsi qu'un intérêt pour les traditions de construction de Sri Lanka. Les deux hommes entretiennent une amitié étroite et leur collaboration dure jusqu'en 1967, lorsque Plesner rentre en Europe. Bawa est ensuite rejoint par l'ingénieur srilankais K. Poologasundram, qui restera son partenaire pour les vingt prochaines années.

#### Une architecture vernaculaire
Bawa sera connu principalement comme l'architecte de l'habitat individuel et des hôtels. Mais le carnet de commandes de Bawa comprend également des bâtiments publics, culturels, sacrés, commerciaux et éducatifs. Ses premières expériences dans ce qui est connu comme le modernisme tropical sont tempérées par un intérêt croissant pour l'architecture et les matériaux de construction traditionnels de Sri Lanka. L'emploi de matériaux locaux est également contraint par les restrictions d'importation et d'usage de matériaux couteux comme le verre et l'acier.

Tout au long de sa longue histoire, Sri Lanka a été soumis à de fortes influences extérieures, que ce soit de ses voisins indiens, des commerçants arabes ou des colons européens. Pour Bawa, toute architecture du passé donne des leçons. Dans un article du Times of Ceylon Annual paru en 1958, il écrit :
Dans mes recherches personnelles, j'ai toujours regardé vers le passé pour l'aide que des réponses architecturales précédentes peuvent apporter. [...] Je préfère considérer toute la bonne architecture du passé construite à Ceylan pour ce qu'elle est : une bonne architecture de Ceylan, peu importe qu'elle soit néerlandaise, portugaise, indienne, singhalaise ancienne, kandyenne, ou encore issue du colonialisme britannique, car tous les exemples de ces périodes ont pris avant tout Ceylan en considération.
L'architecture de Bawa est un mélange subtil de moderne et de traditionnel, d'oriental et d'occidental, de formel et de pittoresque. En brisant les barrières entre l'intérieur et l'extérieur, entre le bâtiment et le paysage, il offre un modèle pour une nouvelle façon de vivre et de travailler dans une ville tropicale.

#### 33rd Lane
À la fin des années 1950, Bawa acquiert une rangée de quatre pavillons minuscules dans une ruelle étroite de Colombo, la 33rd Lane. Il commence à les convertir, un par un, en une maison unique, pour en faire son pied-à-terre dans la capitale. Ce projet lui permet de démontrer sa capacité à rassembler des éléments d'époques et de lieux différents afin de créer un ensemble nouveau et original. Au fil des années, Bawa crée un dédale paisible de cours, de loggias et de vérandas. Il y a des pièces sans toit, des toits sans murs, des pergolas, des treillis, des bassins et des fontaines. Enfin, il surmonte le tout d'une tour moderniste blanche, en écho à la maison Citrohan du Corbusier, qui tel un périscope, permet d'apercevoir l'océan indien par-delà le brouhaha des toitures voisines. Il utilise cette maison comme son laboratoire de l'espace où il expérimente une scénographie architecturale et des jeux d'ombres et de lumières.

#### Maison d'Ena de Silva
Durant plus d'un siècle, l'architecture domestique srilankaise a été dominée par les modèles britanniques. Les dispositions traditionnelles autour d'une cour intérieure ont été largement ignorées et oubliées, le pavillon britannique typique étant une villa occupant le centre d'un vaste jardin.
Cependant, dans les années 1960, la population de Sri Lanka croit rapidement. D'une cité-jardin verdoyante, Colombo se mue en une métropole asiatique moderne et grouillante. Les terrains vacants se font de plus en plus rares et le rétrécissement des parcelles révèle alors les limites du pavillon britannique. Sur de petites superficies, il ne peut assurer ni vie privée ni ventilation naturelle.
Avec la maison construite pour Ena de Silva en 1962, Bawa offre une solution de rechange au pavillon colonial traditionnel. On retrouve dans cette maison plusieurs éléments qui seront bientôt emblématiques de l’œuvre de Bawa. La maison est introvertie autour d'un vide ; les pièces tournent le dos au monde extérieur et se concentrent sur une grande cour centrale, la mæda midula (මැද මිදුල). À la demande d’Ena de Silva et au mépris des tendances modernistes, Bawa n’utilise pas de verre mais plutôt les matériaux nobles du pays pour les sols, les toitures et les colonnades inspirées des palais italiens. Avec une distinction floue entre intérieur et extérieur, l’air et la lumière peuvent pénétrer chaque pièce.
« C'est probablement la maison la plus importante de l’histoire de l'architecture sud-asiatique contemporaine parce qu'elle a changé notre regard sur nous-mêmes et sur notre passé », explique l’architecte srilankais, Channa Daswatte.

#### Bentota Beach Hotel
Construit entre 1967 et 1969, le Bentota Beach Hotel est l'une des œuvres les plus importantes de Geoffrey Bawa. Ce bâtiment en accord avec le lieu et le climat rappelle l'atmosphère des manoirs kandyens mais l'organisation des pièces autour d'une cour commune semble emprunter au couvent de la Tourette du Corbusier. Le Bentota Beach Hotel sera une source d'inspiration pour les hôtels de ce type qui suivront.

#### Œuvres à l'étranger
Les élections de 1970 qui portent au pouvoir une coalition de gauche marquent le début d'une période de restrictions économiques et d'incertitude à Sri Lanka. Bawa se sent brusquement inquiet quant à son avenir et envisage même d'émigrer. Il commence à chercher du travail à l'étranger et, en 1971, il ouvre un bureau à Madras (aujourd'hui Chennai, au Tamil Nadu) à la suite d'une commande pour l'extension de l'hôtel Connemara. Il en découle d'autres projets, dont la conception d'un club du personnel dans une banlieue de Madurai (Tamil Nadu). Pendant cette période, Bawa convertit également une usine sucrière à l'ile Maurice en un lieu de détente et dessine un ensemble de villas à Batu Jimbar, à la pointe sud de Bali.

#### Parlement de Sri Lanka
En 1977, l'United National Party revient au pouvoir et s'engage à rétablir une économie de libre marché. En 1979, dans le cadre d'une vague massive de projets de développement, le président Jayawardene charge Bawa de concevoir le nouvel édifice du parlement de Sri Lanka, à Kotte, à la périphérie de Colombo. Bawa a carte blanche mais à la condition que le projet soit achevé à temps pour une ouverture officielle en 1982.
K. Poologasundram prend en charge la gestion du projet et, sur sa suggestion, la construction est confiée à la firme japonaise Mitsui qui avait bâti le pavillon de Ceylan lors de l'exposition universelle de 1970 à Osaka. Une équipe dédiée d'architectes est constituée sous la direction de Vasantha Chandraratne Jacobsen, l'assistante principale de Bawa.

À la suggestion de Bawa, le site marécageux est dragué afin de créer un ilot au centre d'un vaste lac artificiel, symbolisant les grands travaux d'irrigation de la période classique. Vue de loin, la composition asymétrique de pavillons aux toits cuivrés semble flotter au-dessus de terrasses étagées qui se dressent hors de l'eau, créant un effet à la fois subtil et majestueux. Il y a des références à l'architecture monastique classique srilankaise, aux temples de Kandy et à l'architecture des palais du Kerala.
Un élément immuable est le toit. Bouclier indispensable, il est la pierre angulaire de l'esthétique quelle que soit la période, quel que soit le lieu. Souvent, un bâtiment est uniquement un toit, des piliers et des sols – le toit dominant, protégeant et donnant la satisfaction d'un abri ; omniprésent, prégnant, d'une ampleur ou d'une forme façonnées par le bâtiment qu'il surplombe. Le toit – par sa forme, sa texture et sa proportion – est le facteur visuel le plus fort. (Geoffrey Bawa)
La salle principale est basée sur le modèle de Westminster : les membres du gouvernement et de l'opposition se font face de chaque côté de l'axe du siège du président de l'assemblée, sous un lustre de feuilles de palmier argentées suspendu à un plafond en forme de tente, étincelant de carreaux métalliques. Le nouveau parlement est inauguré en avril 1982 sur fond de montée des tensions intercommunautaires.

#### Université de Ruhunu
La commande pour un nouveau campus universitaire arrive en avril 1979, peu de temps après celle du nouveau parlement.
Le projet de la nouvelle université de Ruhunu, située sur la côte sud de Sri Lanka, à proximité de Matara, occupe l'équipe de Bawa une grande partie des années 1980. Pavillons, loggias, cours et terrasses sont agencés parmi des collines rocheuses avec ingéniosité, démontrant la remarquable maitrise de l'architecte à fusionner bâtiment et paysage. Le résultat est un campus moderne, vaste en taille mais à échelle humaine.
Dans ce pays, nous avons une merveilleuse tradition de construction qui s'est perdue. Elle s'est perdue car les gens ont suivi les influences extérieures au détriment de leur propre bon sens. Ils n'ont plus construit directement «à travers» le paysage... Vous devez travailler avec le lieu ; après tout, vous ne voulez pas que le bâtiment repousse la nature. (Geoffrey Bawa) 

#### Hôtel Kandalama
Lorsque Bawa ferme son cabinet à la fin des années 1980, il est communément admis qu'il prendra sa retraite à Lunuganga, à contempler son jardin. Cependant, en 1990, en travaillant de sa maison de Colombo, il commence à produire un flot continu de nouveaux projets avec un petit groupe de jeunes architectes. En 1996, il termine l'hôtel Kandalama, véritable belvédère d'où contempler la forêt, les montagnes, un ancien réservoir, et au loin, la citadelle de Sigiriya.

#### Maison de Pradeep Jayewardene
L’année suivante, son design minimaliste pour une maison sur les falaises à Mirissa (en), avec l’utilisation de l’acier et du verre, fait voler en éclats ce que le public était venu à attendre de l’architecture vernaculaire de Geoffrey Bawa. Pour son biographe le plus connu, David Robson : «C’est comme si Bawa avait travaillé pendant 40 ans pour réduire la maison tropicale à son strict minimum — un toit protecteur flottant dans un bosquet de Casuarinas et de cocotiers.»
Ici, chambres et pièces de service sont placées sous un plancher surélevé, tandis qu'un mince toit métallique flotte sur un ensemble de fines colonnes de béton pour créer, parmi les arbres, une loggia simple et ouverte sur les côtés.

### Fin de vie
En 1998, Bawa fait une attaque qui le laisse paralysé et incapable de parler. Il décède le 27 mai 2003.
Geoffrey Bawa a exercé une influence considérable sur l'architecture post-indépendance et il a marqué des générations successives de jeunes architectes, au-delà des frontières de Sri Lanka.

## Récompenses et distinctions
- 2001 : prix spécial Aga Khan d'architecture